# Francisco Stockinger
 (mars 2021).
Si vous disposez d'ouvrages ou d'articles de référence ou si vous connaissez des sites web de qualité traitant du thème abordé ici, merci de compléter l'article en donnant les références utiles à sa vérifiabilité et en les liant à la section « Notes et références ».
Francisco Stockinger (7 août 1919, Traun - 12 avril 2009, Porto Alegre), dit Xico Stockinger, est un artiste autrichien naturalisé brésilien. Il exerce à la fois la sculpture, la gravure, la photographie et les arts graphiques.

## Biographie
Francisco Stockinger naît en 1919 en Autriche, d'un père autrichien et d'une mère anglaise, mais la famille émigre au Brésil en février 1923. 
En 1929, il déménage à São Paulo où il est interne au Collège Mackenzie. Vers 1937, il déménage à Rio de Janeiro et suit des cours de pilotage à l'Aéroclub du Brésil, réalisant ainsi son rêve d'enfance. Deux ans plus tard, il entre à la NAB (Navegação Aérea Brasileira), compagnie aérienne où il suit une formation de vol aux instruments et de météorologie, puis exerce comme prévisionniste pendant quelques années.
En 1946, il semble qu'il commence ses études artistiques au Liceu de Artes e Oficios de Rio de Janeiro. Mais, déçu par les cours qu'il suit, il abandonne au bout de deux mois. La même année, sur recommandation du peintre Clóvis Graciano, il commence réellement sa formation artistique dans l'atelier du sculpteur Bruno Giorgi, installé dans l'ancien hospice de Praia Vermelha à Rio de Janeiro. Il côtoie alors Oswaldo Goeldi, Marcelo Grassmann (en) et Maria Leontina da Costa (pt). Durant cette période, il est toujours prévisionniste mais exerce également comme caricaturiste et maquettiste dans la presse carioca, notamment pour le journal satirique O Cangaceiro, entre 1953 et 1954.
En 1954, Stockinger s'installe à Porto Alegre pour travailler pour le nouveau journal A Hora, qui commence à être diffusé en novembre 1954. Il y est à la fois maquettiste, illustrateur, caricaturiste, chroniqueur, notamment de la rubrique "Diário de Porto Alegre", écrite avec le journaliste Josué Guimarães. EN 1956, il démissionne par solidarité avec des collègues licenciés à la suite d'un conflit avec les propriétaires du journal. Sans emploi avec deux enfants (Jussara Maria, née 1950, et Francisco, né en 1951), il commence à réaliser des xylogravures. Il est élu président de l'Associação Riograndense de Artes Plásticas Francisco Lisboa (fondée en 1938), et effectue trois mandats consécutifs.
Le 31 décembre 1958, Stockinger est naturalisé brésilien. En 1961, en collaboration avec le critique et professeur Carlos Scarinci, il organise et devient le premier directeur de l'Atelier Libre de la municipalité de Porto Alegre, fonction qu'il occupe jusqu'en 1964. Il redevient également caricaturiste dans le journal
Folha da Tarde jusqu'en 1973, année à partir de laquelle il se consacre exclusivement à la production artistique. En 1963, il est directeur du Musée d'Arts du Rio Grande do Sul, pendant environ un an. En 1967, il est à nouveau directeur du musée, ainsi que directeur de la DIvision des Arts du Département de la Culture au sein du Secrétariat à l'Education et à la Culture du Rio Grande do Sul.
En 1974, il subit une opération du cœur à São Paulo, durant laquelle il contracte une hépatite qui l'oblige à prendre du repos. À cette époque, il commence à cultiver des cactus et devient bientôt une autorité en la matière en Amérique du Sud. Il vit alors dans le quartier de Cristal dans le sud de Porto Alegre. En 1986, il opéré un seconde fois des artères coronaires.
En 1994, Stockinger reçoit le titre de citoyen d'honneur de Porto Alegre et en 1997, le Prix du Ministère de la Culture pour le domaine des arts plastiques.
Avec Eloisa Tregnago, Stockinger réalise un ensemble de deux sculptures en bronze, représentant  Carlos Drummond de Andrade lisant debout pour Mário Quintana, assis sur un banc. Cet ensemble, constituant le Monument à la Littérature, est inauguré le 26 octobre 2001. Située sur la Praça da Alfândega, il s'agit d'une des œuvres publiques les plus célèbres de Porto Alegre.
À plus de 80 ans, il reste actif et continue de produire des œuvres jusqu'à sa mort en avril 2009, peu avant de fêter ses 90 ans. Ses œuvres ont fait l'objet de plus de trente expositions individuelles et il a également participé à plusieurs dizaines d'expositions collectives.

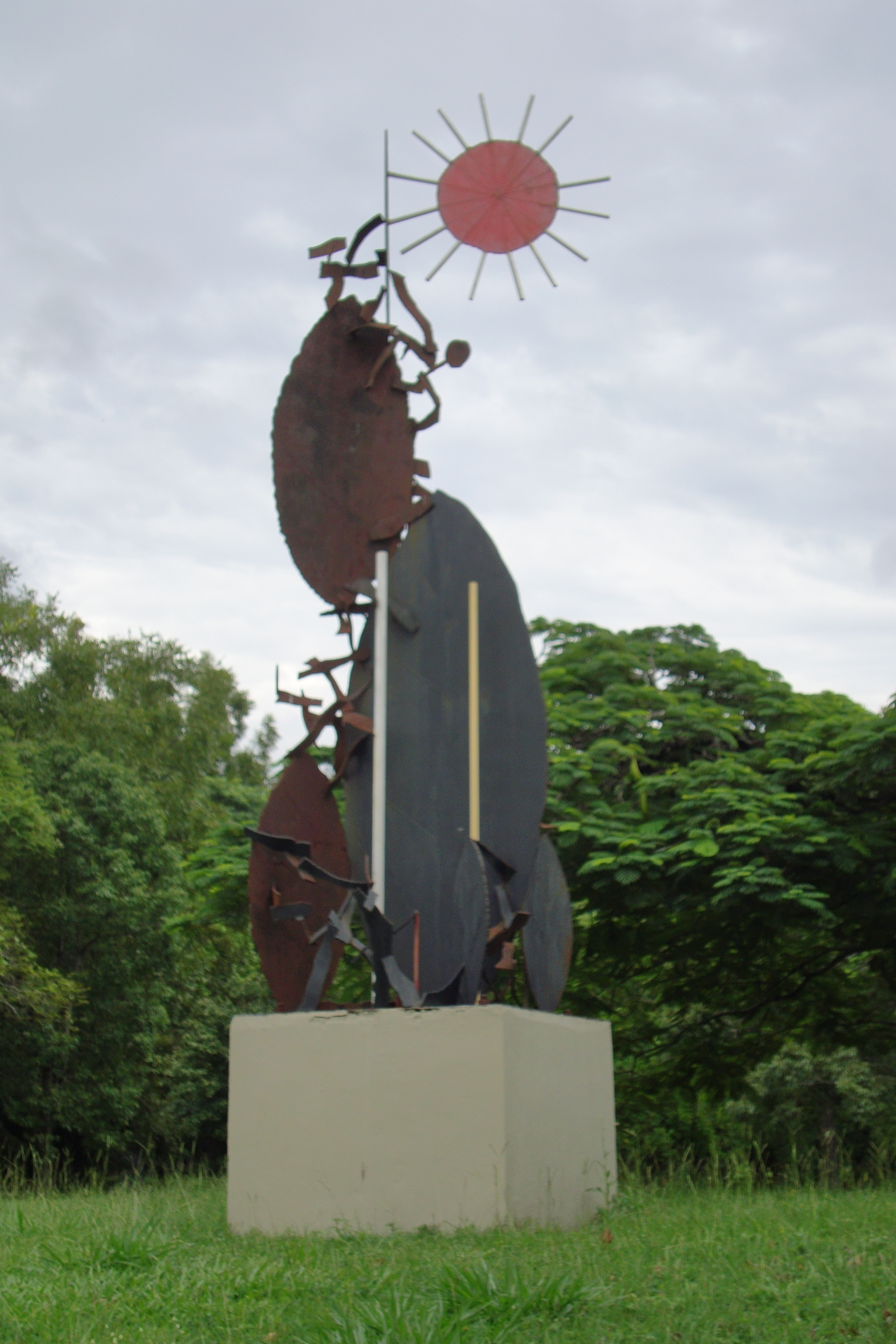
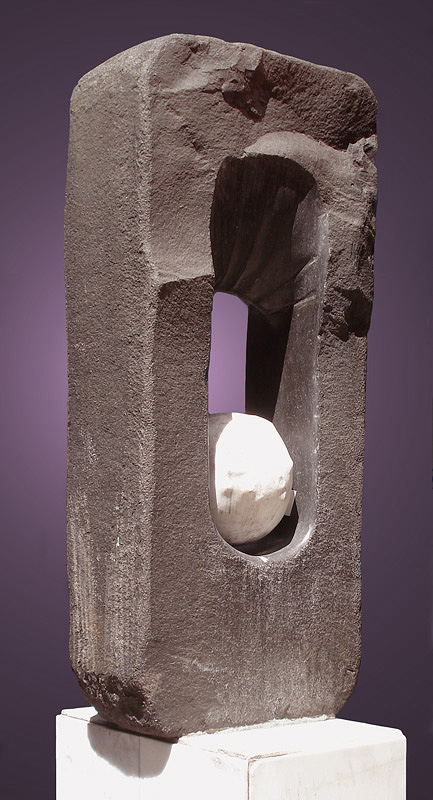
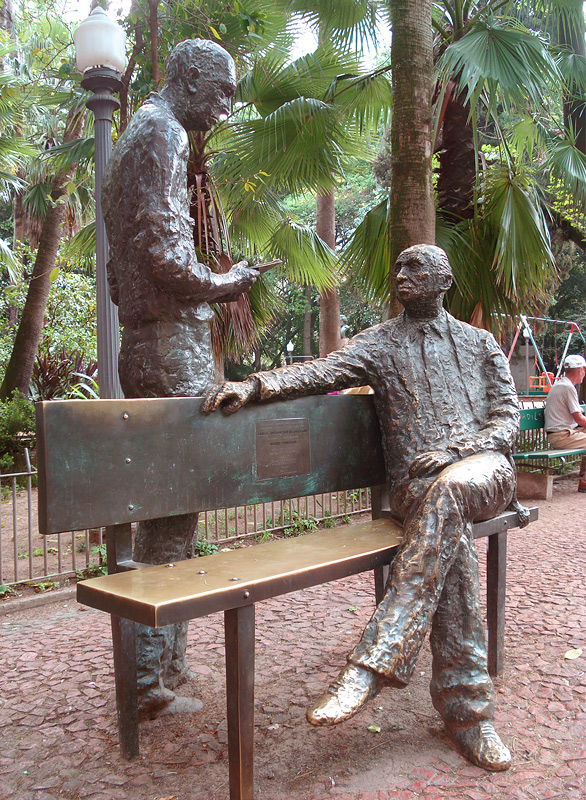